# Ämmeskogs socken
Ämmeskogs socken var en medeltida socken i nordligaste Dalsland.
På 1200-talet fick man en egen kyrka på Kyrkudden på Norra Hedanes mark och blev en egen församling, som var annexförsamling i pastoratet Svanskog och Ämmeskog. Under 1350-talet härjade dock digerdöden i dessa bygder och socknen repade sig aldrig helt efter detta. Kyrkan övergavs och 1540 överfördes större delen av området, i kyrkligt hänseende, till Svanskogs socken och resten till Silleruds socken.
År 1413 nämns socknen för första gången i offentliga handlingar under namnet Ämbeskogh.